# Dirk Lippits
Dirk Reinier Lippits, nizozemski veslač, * 2. maj 1977, Geldrop. 
Lippits je za Nizozemsko nastopil na Poletnih olimpijskih igrah 2000 in 2004.
Leta 2000 je v Sydneyju z nizozemskim dvojnim četvercem osvojil srebrno medaljo. Na igrah 2004 je nastopil v enojcu in bil četrti v finalu C.